# Otakar Mašek
Otakar (Ota) Mašek (21. února 1914 Cítoliby u Loun – 6. srpna 2001) byl novinář, redaktor, kreslíř a karikaturista.

## Život
Absolvoval reálné gymnázium v Lounech, kde taky studovali např. Konstantin Biebl s Karlem Konrádem. Po gymnáziu Ota Mašek studoval na ČVUT v Praze, fakultu architektury a pozemního stavitelství, obor profesura kreslení a deskriptiva. Na vysoké škole studoval např. s Josefem Hlinomazem, za kantory měl profesory Cyrila Boudu, Karla Pokorného, Oldřicha Blažíčka ad. Po uzavření vysokých škol nacisty v roce 1939 musel nastoupit jako pomocný dělník do ČKD, po osvobození v roce 1945 byl divadelním výtvarníkem na Kladně, v Žatci.
V mládí byl závodníkem (oštěpař, víceboj), byl členem SK Slavia Praha, kde ho trénoval atletický trenér Otakar Jandera. V roce 1938 vyhrál mistrovství ČSR v hodu oštěpem, v pětibojích a desetibojích se umísťoval na 3 – 5 místě. Po ukončení závodní činnosti byl deset let trenérem v Janderově sportovní škole atletické mládeže v Rudé hvězdě Praha.
Od roku 1947 pracoval ve sportovních rubrikách novin, prošel Národními novinami, deníkem Práce. Pak pracoval v týdeníku Československé obce sokolské (Ruch v tělovýchově a sportu), kdy byl odpovědným zástupcem listu, a v týdeníku Stadión, kde byl v roce 1953 krátce šéfredaktorem. Od roku 1955 byl sportovním redaktorem deníku Československý sport. Žil v Praze. Pohyboval se hlavně ve světě sportu, ale byl i velkým milovníkem umění. Mezi jeho přátele patřili např. Jaroslav Seifert, Ota Pavel, Otakar Brousek, Beno Blachut. Kreslil portrétní karikatury známých osobností z řad sportovců, umělců (spisovatelů, básníků, malířů, herců) i politiků z Československa a takřka z celého světa. Kreslil rovněž kreslený humor, který publikoval např. v týdeníku Dikobraz.

## Tvorba

### Samostatné výstavy
- 2x v Lounech, po válce 3x v Čs. spisovateli v Praze, v Chrudimi, Hradci Králové, Dobříši, v Paříži na Roland Garros.

### Ocenění
- Emil Stadiónu '87, 1. místo v kategorii C – Osobnosti světového sportu, portrétní karikatura (za karikaturu Emila Zátopka)[6]
- 3. místo za karikaturu Tigrana Petrosjana v soutěži o nejlepší šachovou karikaturu na šachové olympiádě v Novém Sadu v Jugoslávii, v roce 1990

### Publikace
- V roce 2000 Ota Mašek vydal knihu Oživlé karikatury /Jak jsem je znal a kreslil/, Riopress, Praha, ISBN 80-86221-28-8.[7]

### Podíl na publikacích
- Hrdinové XIV. Olympijských her, nakladatelství Jaromíra Veláta, Praha 1948, literární spolupráce a kresby O. Mašek
- Roger Frison-Roche: První na laně, nakladatelství Jaromíra Veláta, Praha 1948, obálka O. Mašek
- František Kožík: Vítězství vůle: příklad Emila Zátopka, Nakladatelství Československé obce sokolské, Praha 1949, kresby O. Mašek

- František Mach, Otakar Mašek, Zdeněk Rektořík, Svatopluk Sova, Gustav Vlk, Vladimír Zábrodský: Abeceda hockeye, Nakladatelství Československé obce sokolské, Praha 1951

- Hrajeme lední hockey, Sokolské nakladatelství, Praha 1951, kresby O. Mašek
- Emil Zátopek: Můj trening a závodění, Státní tělovýchovné nakladatelství, Praha 1955, literární spolupráce O. Mašek
- Gustav Vlk, František Žemla, Jindřich Pejchar: Do toho! Do toho! XXV. mistrovství světa v ledním hokeji 1959 v Praze, STN (Sportovní a turistické nakladatelství), Praha 1959, ilustrace O. Mašek
- Emil Zátopek, Dana Zátopková: Dana a Emil Zátopkovi vypravují, Naše vojsko, Praha 1960, literární spolupráce a kresby O. Mašek
- Ivan Andreadis, Hanek Pivec: Škola stolního tenisu, STN, Praha 1967, kresby O. Mašek
- Mirko Paráček: Olympijský zvon, Olympia, Praha 1968, ilustrace O. Mašek
- Otakar Jandera, Otakar Mašek: Rady otce Jandery, Olympia, Praha 1970, ilustrace O. Mašek
- Antonín Bolardt, Josef Brabenec: Pálkový tenis, Olympia, Praha 1971, kresby O. Mašek
- Vlastimil Hort: Utkání století SSSR - svět: Bělehrad 29. 3. - 6. 4. 1970, Olympia, Praha 1971, literární spolupráce a kresby O. Mašek
- Vlastimil Hort: O šachový trůn, Olympia, Praha 1973, literární spolupráce a ilustrace O. Mašek
- Věra Suková: Chcete vyhrát Wimbledon?, Olympia, Praha 1980, literární spolupráce a kresby O. Mašek
- Josef Hotmar: Rozhovory nad Seinou, Slovenský spisovateľ, Bratislava 1980, přispěvatel O. Mašek
- Antonín Bolardt: Tenis s pálkou, Olympia, Praha 1982, kresby O. Mašek
- Od Bicana k Masnému: klub ligových kanonýrů, Týdeník Gól, TJ Slavia, Praha 1985, kresby O. Mašek
- Vlastimil Jansa, Břetislav Modr: Šachová olympiáda Novi Sad 1990: Naši na olympiádě, Kangaroo Chess, Praha 1991, karikatury O. Mašek, ISBN 80-900142-3-2
- Vladimír Dufek: Šachové supermini, Československý šach, Praha 1998, karikatury O. Mašek, ISBN 80-902582-0-4